# Jazbine (gmina Šentjur)
Jazbine – wieś w Słowenii, w gminie Šentjur. W 2018 roku liczyła 51 mieszkańców.